# Yaracuy
Statul Yaracuy este unul dintre cele 23 de state federale din Venezuela. În 2007, statul Yaracuy avea o populație de 597.700 de locuitori și o suprafață totală de  7.100 km². 
Capitala statului Yaracui este orașul La Guaira.